# Москон, Джанни
Джанни Москон (итал. Gianni Moscon; род. 20 апреля 1994, Тренто, области Трентино — Альто-Адидже, Италия) — итальянский профессиональный шоссейный велогонщик, выступающий за команду Ineos Grenadiers. Двукратный Чемпион Италии в индивидуальной гонке с раздельным стартом (2017, 2018).

## Карьера

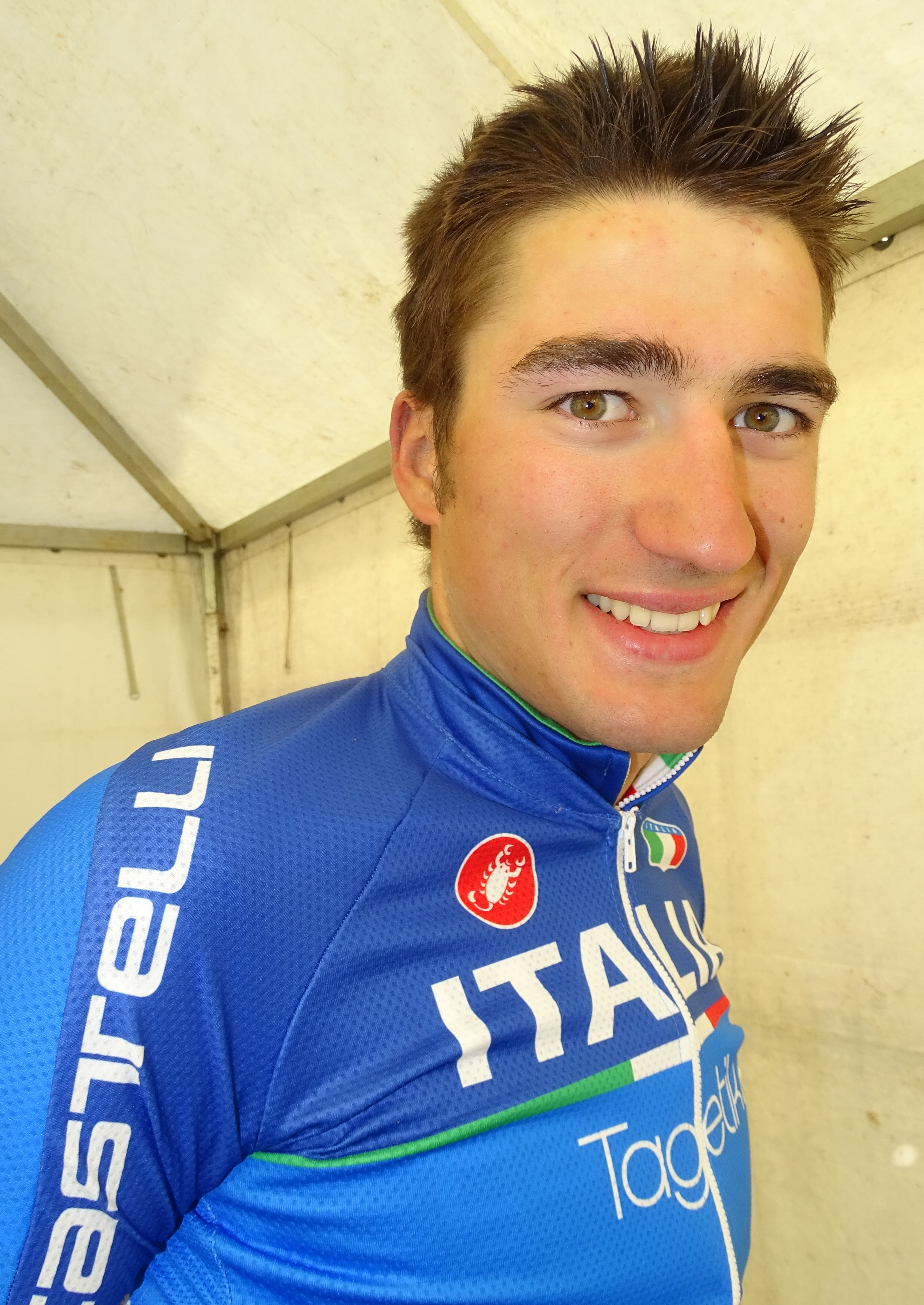
Джанни Москон в 2015

## Статистика

### Гранд-туры
| Гонка           | 2017 | 2018 | 2019 |
| --------------- | ---- | ---- | ---- |
| Джиро д'Италия  | —    | —    |      |
| Тур де Франс    | —    | ДСК  |      |
| Вуэльта Испании | 27   | —    |      |

### Однодневки
| Милан — Сан-Ремо      | —  | 49 | 29 | —  |
| Тур Фландрии          | 77 | 15 | 21 | —  |
| Париж — Рубе          | 38 | 5  | 41 | 84 |
| Льеж — Бастонь — Льеж | —  | 78 | —  | —  |
| Джиро ди Ломбардия    | —  | 3  | НФ |    |

| —   | Не участвовал     |
| НФ  | Не финишировал    |
| ДСК | Дисквалифицирован |